# 퉁구라우아산
퉁구라와산(Tungurahua)은 에콰도르에 있는 성층화산으로, 에콰도르에서 가장 활동이 활발한 활화산이다. 대부분 분출에서 용암류가 하늘 높이 치솟았다. 2014년 대규모 폭발을 일으켰다. 이 때문에 대한민국 외교부는 퉁구라와 산에 황색경보(여행자제)를 발령했다.

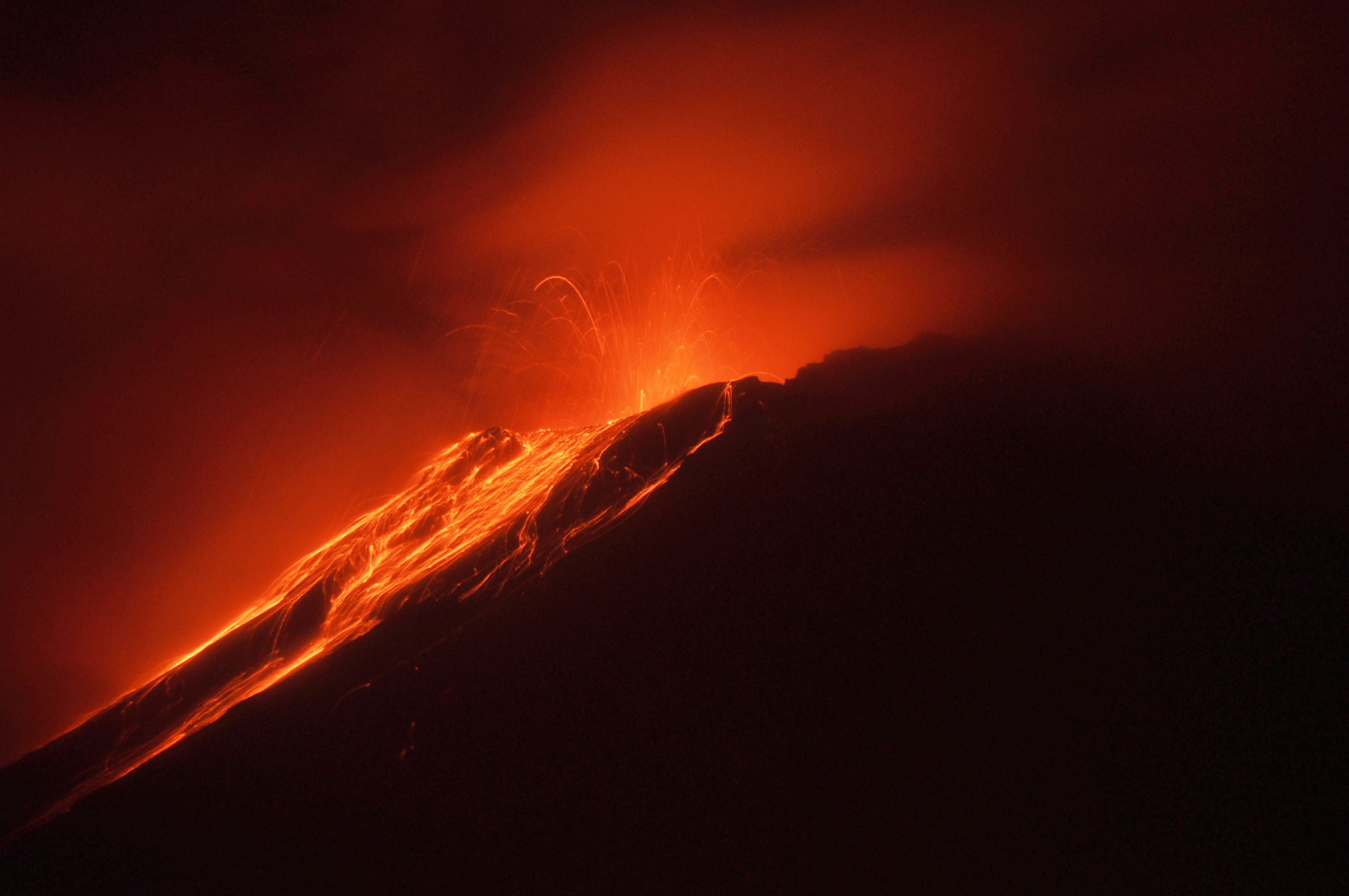
퉁구라와산 (2011)